# Zoo Negara
Lo zoo Negara (letteralmente "zoo nazionale" in malese) è un importante giardino zoologico in Malaysia distribuito su 0,49 km² nella regione di Ulu Klang, presso Taman Melawati a nord-est di Kuala Lumpur. Ufficialmente inaugurato il 14 novembre 1963, è gestito da una organizzazione non governativa, la Società zoologica malese.
Il parco ospita circa 5137 animali di 459 specie diverse, tra cui il gatto di Temminck.